# Vite reali
Vite reali è un programma di Francilla e Gianluca Martin, condotto dalla stessa Francilla e in onda su Rai 4. È andato in onda per la prima volta domenica 21 settembre 2008 e la produzione è a cura di TheBlogTV.
Si tratta di un programma contenitore a cadenza settimanale che si pone come obiettivo quello di esplorare il mondo di Internet alla ricerca di persone che devono la propria popolarità alla rete, le cosiddette web celebrities.

## Il format
Il format, della durata di 26 minuti circa, si compone di un talk con ospite in studio che viene indicato come web celebrity. Ogni puntata sviluppa un tema ben preciso e la celebrità del web in questione è intervistata in quanto esperta dell'argomento. L'ospite viene invitato a commentare contenuti e contributi specifici che hanno a che fare con internet: servizi sulle tendenze della rete, siti e blogs, video virali e contenuti video U.G.C (cioè direttamente realizzati dagli utenti).
Spesso ci sono riferimenti al Giappone, alle sue culture e subculture urbane (anime, videogiochi, goth loli, visual kei) e nello specifico al cosiddetto kawaii, vero e proprio tormentone della trasmissione. Il cosplay, in particolare, è rappresentato in ogni puntata da un cosplayer definito "oracolo".
Nelle interviste realizzate nel corso del programma sono venuti alla luce diversi musicisti della scena alternativa romana e non di fine 2000: dai Luminal ai Betty Poison, dai Surgery a The Transistors, ma anche veterani come Luca Faggella.

## Edizioni
Vite reali è stata la prima produzione ad andare in onda su Rai 4 nell'autunno del 2008.
- Edizione 1: 43 puntate più 4 speciali estivi (2008/2009)
- Edizione 2: 7 puntate (2009)
- Edizione 3: 13 puntate (2010)